# Пејлос Хилс (Илиноис)
Пејлос Хилс (енгл. Palos Hills) град је у америчкој савезној држави Илиноис. По попису становништва из 2010. у њему је живело 17.484 становника.

## Демографија
Према попису становништва из 2010. у граду је живело 17.484 становника, што је 181 (1,0%) становника мање него 2000. године.
| Група             | 2000.          | 2010.          |
| Белци             | 14.897 (84,3%) | 14.591 (83,5%) |
| Афроамериканци    | 968 (5,5%)     | 949 (5,4%)     |
| Азијати           | 472 (2,7%)     | 453 (2,6%)     |
| Хиспаноамериканци | 854 (4,8%)     | 1.292 (7,4%)   |
| Укупно            | 17.665         | 17.484         |